# Gândaras
Gândaras is een plaats (freguesia) in de Portugese gemeente Lousã en telt ? inwoners (?).